# Hannah Wilke
Hannah Wilke (1940, Nova York, EUA-1993, Houston, EUA) fou una artista estatunidenca.
Als anys setanta i principis dels vuitanta, Hannah Wilke va realitzar una sèrie de vídeos de performances en els quals sovint explorava qüestions de gènere i estructures de poder a través de la dramatització, la posa i la gestualitat.
Per a la seva obra Super-T-Art (1974), mostra el seu cos en vint poses dramatitzades diferents, començant per la que representa Maria Magdalena, seguint amb diferents imatges de models de revista i acabant amb una de Jesucrist. El 1978, Wilke va escriure: «Super-T-Art era un joc de paraules amb super i tart [que, en anglès, significa pastís i puta], i que sonava com Jesucrist Superstar. Així que vaig dir Soup-T-Art o Super Tart, com a prostituta, com la primera prostituta en art».